# Cethegus fugax
Espèce
Synonymes
- Palaevagrus fugax Simon, 1908

Cethegus fugax est une espèce d'araignées mygalomorphes de la famille des Euagridae.

## Distribution
Cette espèce est endémique d'Australie. Elle se rencontre en Australie-Méridionale et en Australie-Occidentale dans la plaine de Nullarbor.

## Description
La femelle holotype mesure 13 mm.
La carapace du mâle décrit par Raven en 1984 mesure 5,44 mm de long sur 4,44 mm et l'abdomen 6,13 mm de long sur 4,81 mm et la carapace de la femelle mesure 6,72 mm de long sur 5,76 mm et l'abdomen 7,36 mm de long sur 6,40 mm.

## Systématique et taxinomie
Cette espèce a été décrite sous le protonyme Palaevagrus fugax par Simon en 1908. Elle est placée dans le genre Cethegus par Main en 1960.

## Publication originale
- Simon, 1908 : Araneae. 1re partie. Die Fauna Südwest-Australiens. Jena, vol. 1, no 12, p. 359-446 (texte intégral).